# Ras al-Khaimah
Ras-al-Khaimah (àrab: رأس الخيمة, Raʾs al-Ḫayma) és un dels Emirats Àrabs Units. La capital porta el mateix nom que es va traspassar a l'emirat. Vegeu Ras al-Khaimah (ciutat). El nom deriva de la configuració del turons de la costa que vistos des de la mar suggereix la silueta d'un grup de tendes de nòmades (khaimas). El nom ja fou esmentat pels portuguesos al segle xvi, però era un petit assentament que fins al segle xviii no va passar davant de Djulfar situada a les terres desèrtiques més al nord de la rodalia de la ciutat de Ras al-Khaimah. L'emirat ha estat governat pels Al-Qasimi (o Al-Kasimi) membres de la tribu dels hawala, que segons la seva pròpia tradició és originària d'Iraq. El seu territori actual només són les restes dels antics territoris que abraçaven la major part de la península d'Oman i diversos punts de la costa persa.

## Població
La població de l'emirat, exclosos els emigrants, són àrabs sunnites. Fins fa poc temps eren considerats simpatitzants wahhabites. Els muntanyesos són anomenats Shihuh i s'estenen també per la península de Musandam especialment el Djabal Hadjar. També hi havia alguns àrabs nòmades avui dia sedentaritzats. La seva població actual és d'uns 250.000 habitants. Els emigrants són indis, pakistanesos, perses i filipins. Les principals ciutats són la capital, Xam, Al-Rams i Jazirat Al Hamra, Khor Khuwair, Diqdaqah, Khat, Masafi i Huwaylat.

## Geografia
Està dividit en dos seccions, una al nord, limitada per territori d'Oman, al nord-nord-est, per Umm al-Qwain, al sud, i per Fujeira, al sud-sud-est; i una segona secció muntanyosa centrada a Huwaylat i Wadi al-Kawr, limitada al nord per Fujeira, a l'est pels enclavaments de Khor Fakkan i Khor Kalba (de Sharjah), i per Fujeira, amb una zona de domini compatit entre Fujeira i Sharjah, a l'oest per Sharjah, i al sud amb els enclavaments de Hajarain (Dubai), Masfud (Ajman) i territori d'Oman.

## Economia
És un emirat pobre a causa de la manca de petroli però que ha fet grans progressos per les importants inversions federals. La seva principal exportació fora dels productes industrials és la pedra del Djabal Hadjar i el ciment. La major part de la seva població originària són membres de l'exèrcit o de l'administració.

## Història
Djulfar fou l'antiga capital de l'emirat de Ras al-Khaimah, situada uns 20 km al nord de la ciutat de Ras al-Khaymah. El 637 Utman ben al-As va sortir de Djulfar amb una flota cap a Pèrsia en les primeres incursions àrabs a aquest país. El port, que era el millor de la costa sud-est del golf Pèrsic, fou utilitzat per omeies i abbàssides, especialment com a lloc de desembarcament de tropes per combatre els ibadites d'Oman. Al segle x Al-Mukaddasi incloïa Djulfar com una de les kasabas d'Oman, al mateix nivell que Mascat, Suhar i Nizwa.
La ciutat de Djulfar va desplaçar el seu centre vers el segle xiii cap a la zona anomenada Al-Mataf i Al-Nudud, és a dir al nord de la ciutat moderna de Ras al-Khaimah.
Llavors el port depenia dels soldans d'Ormuz (dels que usava a moneda) es dedicava a la pesca de perles i al comerç amb Xina i l'Índia; s'han trobat nombroses restes de porcellanes que testimonien aquest comerç.
Quan Ormuz va passar a sobirania portuguesa, Djulfar i la seva regió van seguir el mateix camí; els portuguesos van establir una guarnició a Djulfar i en van conservar la possessió fins al 1633 quan en foren expulsats per l'imam d'Oman, Nasir ben Murshid al-Yaariba. Llavors la ciutat va començar a declinar fins que al segle xviii fou substituïda per Ras al-Khaimah, segurament a causa de la progressiva obstrucció dels canals que portaven al port.
El 1737 la regió fou ocupada per Nàdir-Xah Afxar de Pèrsia, que va conquerir Oman i va instal·lar guarnicions a Djulfar i a Al-Khatt. El perses foren expulsats el 1744 i va romandre en poder dels imams d'Oman fins a finals del segle quan el xeic dels Al-Qasimi de la tribu hawala, tribu que poblava tant la costa actual dels emirats com la part persa, i que era feudatari de l'imam, se'n va erigir en sobirà virtualment independent per les lluites internes que afectaven l'imamat. En les lluites de les faccions d'Oman, els Qasimi van donar suport als Ghifari contra els Hinawi.
Els xeics van adoptar les doctrines wahhabites sota influència dels Al Saud (saudites), amb els quals van tenir molt bones relacions. Com a potència marítima es van dedicar a la pirateria al golf a finals del segle xviii i començaments del XIX, amb creixent rivalitat amb la Companyia de les Indies Orientals i la Marina Britànica.
El 1809 forces britàniques i indies van atacar Ras al-Khaimah per destruir als que els anomenaven Joasmee (Qawasimi, plural de Qasimi), i va cremar diversos vaixells al port; van desembarcar tropes que van ocupar la ciutat un dia i la van saquejar i incendiar. Els qasimi no van tardar a retornar a la pirateria i van capturar un caixell americà, un francès i algun indis; l'operació de càstig britpanica es va repetir el 1819 i un destacament de sipais manats per un oficial anglès van desembarcar a Ras al-Khaymah i la van ocupar tres mesos, i finalment la van retornar a l'antic xeic Sultan ibn Saqr al-Qasimi, que s'havia barallat amb els wahhabites i, per tant, estava en bons termes amb els britànics, imposant el desmantellament de les seves fortaleses i la destrucció de la flota. El 1820 es va signar el primer tractat de la treva entre els Al-Qasimi i els britànics, a Al-Falaja, no lluny de la capital del xeicat, tractat que tenia per objecte suprimir la pirateria al golf. A Aquest tractat van adherir altres xeics i es va establir l'anomenat Trucial Oman (Oman de la Treva) conegut també com a Costa dels Pirates. Sultan ibn Saqr va signar com a xeic de Sharjah però en els segúents tractats (en concret el de 1835 que establia una treva de 6 mesos per la pesca de perles a l'estiu, i les seves renovacions) és esmentat com xeic de Ras al-Khaymah.
El 1853 el tractat fou renovat per temps indefinit (Pepetual Maritime Truce) i l'acord fou la base de les relacions entre els xeics i els britànics fins al 1971. Sultan ibn Saqr va morir el 1866 i durant tres anys la situació política va estar inestable amb fins a tres xeics, però el 1869 va pujar al poder Humayd ibn Abdullah que va governar fins al 1900. Durant el període de protectorat britànic els Qasimi van tenir com a principals objectius politics defensar-se dels Banu Yas d'Abu Dhabi i de les incursions des d'Oman. El 1892 Gran Bretanya i els qasimi van signar un acord exclusiu pel que esls xeics signataris no podian fer acords amb potències estrangeres sense constiment britànic. El 1901 els perses es van fer càrrec de Lingah o Lindja a la costa; l'intent d'ocupar Anu Musa i una de les illes Tunb fou impedit pels britànics.
La capital fou tant Ras al-Khaimah com Sharjah, fins que el 1921 els dos territoris es van repartir entre dos branques de la família. Fujeira, que depenia dels Al-Qasimi, fou reconeguda xeicat separat pels britànics el 1952 i en canvi es va incorporar el xeicat de Kalba que estava governat per una branca de la família de manera independent des de 1871.
El 10 de febrer de 1972 l'emirat es va unir a la Federació d'Emirats Àrabs constituïda poc abans (2 de desembre de 1971) amb sis altres emirats. No va entrar a la Federació fins a obtenir garanties sobre la reclamació de les illes Tunb.

## Conflicte territorial
Ras al-Khaimah reclama la sobirania de les illes Tunb o Tumb, al golf Pèrsic, ocupades per Iran el 30 de novembre de 1971.

## Jaciments arqueològics
Els nombrosos jaciments arqueològics de l'emirat corresponen a assentaments de l'edat de bronze i la de ferro, amb nombroses tombes al nord de Ras al-Khaimah, a la plana de Daya i la vora de Shimal, en la part nord, i a Al-Khatt i al llarg del wadi al-Kawr a la part sud. Ceràmiques del segle iii aC s'han trobat a la regió de Djazirat al-Hulayla, a la costa, al nord d'Al-Rama.

## Escut i bandera

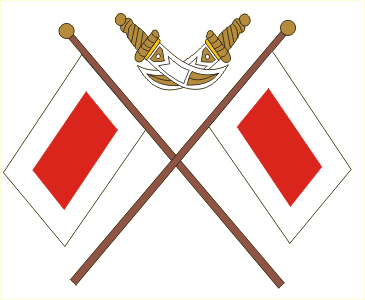
Escut

Fins al 1820 la bandera era vermella. El tractat general de treva de 1820 va establir un pavelló únic pels Qawasimi de Ras al-Khaimah i Sharjah, quadrat en proporcions 1:1:1, que fou el que el que es va utilitzar al xeicat. Pel costum de la zona la proporció quadrada no va durar i les banderes es van confeccionar aviat allargades rectangulars en proporcions 1:3, 1:4 o fins i tot 1:5. Posteriorment a la segona meitat del segle xx es va començar a utilitzar la proporció 2:3 amb variants 1:2.
L'escut de l'emirat està format per dues banderes creuades i al damunt dos ganivets decorats creuats.
La ciutat de Ras al-Khaimah té bandera blanca amb l'emblema al centre (una torre flanquejada per dos branques de llorer una a cada costat i sota una cinta (amb els colors de la bandera) amb inscripció amb lletres àrabs.
Una bandera blanca amb el logotip és usada també per la Zona Franca de Ras al-Khaimah. El logotip és blau amb les lletres RAK (la lletra "A" estilitzada) i sota FREE TRADE ZONE en lletres negres entre dos línies paral·leles blaves.

## Xeics i emirs
- 17.. - 17.. Sheikh Rahman al-Qasimi
- 17.. - 174. Sheikh Matar ibn Rahman al-Qasimi
- 174. - 1777 Sheikh Rashid ibn Matar al-Qasimi
- 1777 - 1803 Sheikh Saqr ibn Rashid al-Qasimi
- 1803 - 1808 Sheikh Sultan ibn Saqr al-Qasimi (mort 1866) (primera vegada)
- 1808 - 1814 Sheikh al-Husayn ibn `Ali al-Qasimi
- 1814 - 1820 Sheikh al-Hasan ibn Rahman al-Qasimi
- 1820 - 1866 Sheikh Sultan ibn Saqr al-Qasimi (segona vegada)
- 1866 - maig de 1867 Sheikh Ibrahim ibn Sultan al-Qasimi
- maig 1867 - 14 d'abril de 1868 Sheikh Khalid ibn Sultan al-Qasimi (mort 1868)
- 14 d'abril de 1868 - 1869 Sheikh Salim ibn Sultan al-Qasimi (18.. - 1919)
- 1869 - agost de 1900 Sheikh Humayd ibn Abdullah al-Qasimi (mort 1900)
- La capital es traslladà definitivament a Sharjah i a Ras al-Khaimah foren nomenats governadors.

Dependència de Sharjah:
- 1900 - Març del 1908 Sheikh Khalid ibn Saqr al-Qasimi
- Març de 1909 - agost 1919 Sheikh Salim ibn Sultan al-Qasimi
- Agost 1919 - 10 de juliol de 1921 Sheikh Sultan ibn Salim al-Qasimi

Establert com a xeicat separat de Sharjah:
- 10 de juliol de 1921 - febrer de 1948 Sheikh Sultan ibn Salim al-Qasimi
- febrer de 1948 - Sheikh Saqr ibn Muhammad al-Qasimi (nascut el 1920)
- 1974-28 d'abril del 2003 príncep hereu: Shaykh Khalid bin Saqr (assistí al seu pare a causa de l'edat d'aquest)
- 28 d'abril del 2003- príncep hereu i virtual governant: Shaykh Saud bin Saqr